# Mecometopus batesii
Mecometopus batesii là một loài bọ cánh cứng trong họ Cerambycidae.